# 발렌틴 니콜라예프 (레슬링 선수)
발렌틴 블라디미로비치 니콜라예프(러시아어: Валенти́н Влади́мирович Никола́ев, 1924년 4월 6일~2004년 10월 31일)는 소련과 러시아의 레슬링 선수, 지도자이다. 1956년 하계 올림픽 그레코로만형 라이트헤비급에서 금메달을 획득했다.

## 수훈
- 노동적기훈장(1957년)